# Yoshinori Kitase
Yoshinori Kitase (北瀬 佳範, Kitase Yoshinori, 23 de setembro de 1966) é um produtor e diretor de jogos eletrônicos japonês que trabalha para a Square Enix. Atualmente Kitase é o novo Brand Manager de Final Fantasy, após Shinji Hashimoto anunciar que deixou o cargo durante a transmissão do FINAL FANTASY XIV Digital Fan Festival 2021. Ele é conhecido por ter sido o diretor de jogos como Final Fantasy VI, Chrono Trigger, Final Fantasy VII, Final Fantasy VIII e Final Fantasy X, além de produtor de outros títulos como Final Fantasy X-2, Kingdom Hearts II, Final Fantasy XIII e suas sequências, Final Fantasy Type-0 e Final Fantasy VII Remake.

## Biografia
Kitase assistiu aos doze anos de idade em julho de 1978 o filme Star Wars, ficando muito impressionado. Ele mais tarde assistiu um vídeo de bastidores da produção e ficou interessado no processo criativo da indústria cinematográfica. Kitase decidiu cursar a Universidade Nihon e estudar roteiro e produção. Apesar de ter gostado muito de filmar, ele mostrou um interesse muito maior por edição pois achou que isso lhe permitia dar um novo significado às imagens e mexer com o sentimento das pessoas. Kitase trabalhou em um pequeno estúdio de animação após se formar. Ele considerou ir para a indústria de jogos eletrônicos ao jogar Final Fantasy pela primeira vez, já que achou que tinha potencial para a animação e roteiro. Mesmo não tendo nenhuma experiência no desenvolvimento de softwares, Kitase se candidatou para uma vaga na desenvolvedora Square Co. e foi contratado em 1990. Pelos anos seguintes ele ganhou experiência como "roteirista de evento", diretor de movimentos de personagem e expressões faciais, além de decidir o tempo de transições musicais. Em março de 2018 foi nomeado um dos diretores executivos da Square Enix após uma reformulação interna de seu conselho diretor.

## Trabalhos
| Ano  | Título                                  | Crédito(s)                                            |
| ---- | --------------------------------------- | ----------------------------------------------------- |
| 1991 | Seiken Densetsu: Final Fantasy Gaiden   | Projeto de jogo, cenário                              |
| 1992 | Romancing SaGa                          | Projeto de mapa                                       |
| 1992 | Final Fantasy V                         | Planejador de campo, planejador de evento, roteirista |
| 1994 | Final Fantasy VI                        | Diretor, planejador de evento, roteirista             |
| 1995 | Chrono Trigger                          | Diretor, roteirista                                   |
| 1997 | Final Fantasy VII                       | Diretor, roteirista                                   |
| 1998 | Ehrgeiz                                 | Equipe de Final Fantasy VII                           |
| 1999 | Final Fantasy VIII                      | Diretor, roteirista                                   |
| 2001 | Final Fantasy X                         | Produtor, diretor, roteirista                         |
| 2002 | Kingdom Hearts                          | Co-produtor                                           |
| 2003 | Final Fantasy X-2                       | Produtor                                              |
| 2004 | Before Crisis: Final Fantasy VII        | Produtor executivo                                    |
| 2004 | Kingdom Hearts: Chain of Memories       | Produtor                                              |
| 2005 | Final Fantasy VII: Advent Children      | Produtor                                              |
| 2005 | Kingdom Hearts II                       | Co-produtor                                           |
| 2006 | Dirge of Cerberus: Final Fantasy VII    | Produtor                                              |
| 2006 | Final Fantasy V Advance                 | Supervisor                                            |
| 2006 | Final Fantasy VI Advance                | Supervisor                                            |
| 2006 | Seiken Densetsu 4                       | Agradecimentos especiais                              |
| 2007 | Seiken Densetsu: Heroes of Mana         | Agradecimentos especiais                              |
| 2007 | Crisis Core: Final Fantasy VII          | Produtor executivo, planejador de evento              |
| 2008 | Sigma Harmonics                         | Produtor                                              |
| 2008 | Dissidia Final Fantasy                  | Produtor                                              |
| 2009 | Final Fantasy XIII                      | Produtor                                              |
| 2010 | The 3rd Birthday                        | Produtor                                              |
| 2011 | Dissidia 012 Final Fantasy              | Agradecimentos especiais                              |
| 2011 | Final Fantasy Type-0                    | Produtor                                              |
| 2011 | Final Fantasy XIII-2                    | Produtor                                              |
| 2012 | Theatrhythm Final Fantasy               | Agradecimentos especiais                              |
| 2013 | Final Fantasy All the Bravest           | Agradecimentos especiais                              |
| 2013 | Lightning Returns: Final Fantasy XIII   | Produtor                                              |
| 2013 | Final Fantasy X/X-2 HD Remaster         | Produtor                                              |
| 2014 | Theatrhythm Final Fantasy: Curtain Call | Agradecimentos especiais                              |
| 2014 | Final Fantasy VII G-Bike                | Produtor executivo                                    |
| 2015 | Mobius Final Fantasy                    | Produtor                                              |
| 2020 | Final Fantasy VII Remake                | Produtor                                              |